# 基期
基期（英語：Base Period）是指統計數據用作索引或比較基礎的期間。這段時間通常是一年，也可能是過去的季或月，用作新數據的比較基準時，基期通常被賦予的初始值為100。基期經常應用在金融和經濟學，例如在衡量通貨膨脹或其他可能隨時間變化的指標，基期也可稱作為參考期。

## 固定基期與移動基期
基期是計算動態指標時作為對比的標準，固定基期是在分析變化時，作為對比的時期固定不變；移動基期是在是在分析變化時，以前一期作為對比基準時期，移動基期會隨著需要比較的報告期不斷變動。
以固定基期為標準所計算的指數比較適用於長期比較，以移動基期為標準所計算的指數比較適用於短期比較。

## 基期與消費者物價指數
消費者物價指數是用在衡量消費性商品及服務的價格變動情形，一般會選定一個基準的年或月做為基期，並將基期設定為 100，以方便其它各報告期的數值做比較分析。透過基期比較，能分析當期物價漲跌，例如基期年的指數為100，目前物價指數為120，代表現在要花120元，才能購買在基期年花 100 元可取得的商品及服務，需用比較多的貨幣才能取得與基期相當之商品及服務，表示購買力下降。物價指數主要作為商品價格變動的指標，是用某一時期和另一時期的價格比較來分析物價變化。作為對比的基準時間點叫基期，與之進行對比的時期叫報告期。

## 外部連結
- (PDF). 中華民國統計資訊網.   [2019-07-26]. （原始内容存档 (PDF)于2019-07-19） （中文（臺灣））.
- . 國家發展委員會.   [2019-07-26] （中文（臺灣））.
- . 熾天使國外圖書館.   [2019-07-26]. （原始内容存档于2016-12-20） （中文（臺灣））.
- . 自由時報. 2019-02-15  [2019-07-26]. （原始内容存档于2019-07-26）.